# NGC 7012
NGC 7012 este o galaxie eliptică situată în constelația Microscopul. A fost descoperită în 1 iulie 1834 de către John Herschel. Se află la o distanță de 122,1 de megaparseci de Pământ.